# Eisenbahnunfall von Connellsville
Der Eisenbahnunfall von Connellsville war eine Zugentgleisung am 23. Dezember 1903 in Lower Tyrone Township im Fayette County bei Connellsville, Pennsylvania, USA, die durch verlorene Ladung eines Güterzugs verursacht wurde, in die ein Personenzug, der Duquesne Limited, hinein fuhr. 64 Menschen starben, 68 wurden verletzt.

## Ausgangslage
Der Unfall geschah auf einer zweigleisigen Bahnstrecke der Baltimore and Ohio Railroad westlich der Ortschaft.
Ein Güterwagen der New York, Chicago and St. Louis Railroad (Nickel Plate Road) in einem Güterzug der B&O war an diesem Abend auf der Strecke westwärts nach New Castle, Pennsylvania, unterwegs. Er hatte unter anderem Holz in Form ganzer Baumstämme von 18 Metern Länge geladen, die auf Rungenwagen transportiert wurden und in Friendship, Maryland, verladen worden waren.
Der Duquesne Limited der Baltimore and Ohio Railroad war mit etwa 150 Reisenden und einer Geschwindigkeit von knapp 100 km/h in östlicher Richtung auf derselben Strecke von Pittsburgh nach New York unterwegs. Eine ganze Anzahl von Reisenden wollten dort auf ein Schiff nach Großbritannien umsteigen. Der Zug wurde von einer Lokomotive der Atlantic-Klasse gezogen. Ihr folgten sechs Wagen: Ein Gepäckwagen mit Raucherabteil, zwei Reisezugwagen, zwei Pullmanwagen und ein Speisewagen.

## Unfallhergang
Nach 19 Uhr 30 durchfuhr der Güterzug eine enge Kurve. Vermutlich durch die Fliehkraft brachen die Rungen mindestens eines Wagens und die dort geladenen Baumstämme fielen in das Gleis der Gegenrichtung, ohne dass das vom Zugpersonal bemerkt wurde.
Gegen 19 Uhr 45 durchfuhr der Duquesne Limited die Kurve. Der Lokomotivführer sah dadurch das Hindernis so spät, dass er kaum noch bremsen konnte. Die Lokomotive kippte um, fiel zwischen die Gleise und riss noch 150 Meter Gleisbett auf, bevor sie auf der Seite zu liegen kam. Der Schlepptender flog in die Luft und über die Lokomotive hinweg. Der folgende Gepäck-/Raucherwagen rutschte an der Lokomotive entlang, wurde dabei von der auf der Seite liegenden Lokomotive aufgeschlitzt und brach deren Dampfdom ab, der auf Fensterhöhe in den Wagen ragte. Der entweichende Dampf verbrühte nahezu alle Reisenden in diesem sehr stark besetzten Wagen tödlich. Ein anderer Wagen stürzte in den Youghiogheny River. 
Auf der anderen Seite des Youghiogheny River verlief die Pittsburgh and Lake Erie Railroad. Ein dortiger Mitarbeiter in einem Stellwerk sah den Unfall und schlug Alarm. Dem schwer verletzten Gepäckschaffner des Duquesne Limited gelang es noch, dem nachfolgenden Zug entgegenzulaufen, mit Streichhölzern seinen Mantel anzuzünden und dadurch den nachfolgenden Zug zu warnen, der gerade noch vor der Unfallstelle anhalten konnte. Ein Hilfszug traf gegen 21 Uhr ein.

## Untersuchung
Die Baltimore and Ohio Railroad lastete die Schuld an dem Unfall denjenigen an, die den Güterwagen mit den Baumstämmen beladen hatten.